# Rancaputat
Rancaputat is een bestuurslaag in het regentschap Majalengka van de provincie West-Java, Indonesië. Rancaputat telt 1881 inwoners (volkstelling 2010).